# Repentigny, Calvados

Repentigny este o comună în departamentul Calvados, Franța. În 1 ianuarie 2022 avea o populație de 101 de locuitori.